# آلان وودز
آلان وودز (بالإنجليزية: Alan Woods) سياسي وكاتب تروتسكي وقائد للتيار الماركسي الأممي.

## نشأته
ولد آلان في سوانسي بجنوب ويلز سنة 1944 من عائلة تنتمي إلى الطبقة العاملة وذات تقاليد شيوعية عريقة، حاصل على شهادة الدراسات العليا في فقه اللغة الروسية والسلافية من جامعات ساسكس (بريطانيا) وصوفيا (بلغاريا). إلى جانب الإنجليزية يتقن عدة لغات منها: الأسبانية والفرنسية والألمانية والروسية.

## نشاطه السياسي
التحق آلان وهو في سن السادسة عشرة بالشباب الاشتراكي وأصبح ماركسيا، ويتمتع بتجربة واسعة في الحركة العمالية العالمية ونشط في الحركة الماركسية في إسبانيا حيث شارك في النضال ضد ديكتاتورية فرانكو وكذلك في أمريكا اللاتينية وباكستان. وهو حاليا يعيش بلندن.

التقى تيد غرانت سنة 1960، عندما جاء للحديث إلى الشباب الاشتراكي بسوينسي، الذي كان آلان عضوا فيه، وفي سنة 1964، اصدارا جريدة جديدة تحت اسم Militant (المناضل) وفي غضون 15 سنة أصبح انصار هذه المجلة رقما هاما في الحياة السياسية البريطانية.
آلان حاليا هو رئيس تحرير المجلة الماركسية النداء الاشتراكي الصادرة بلندن و موقع الدفاع عن الماركسية.

## أعماله
نشر آلان العديد من الكتب منها:
- لينين و تروتسكي: ما هي مواقفهما الحقيقية!

- العقل في الثورة: الفلسفة الماركسية والعلم الحديث

- البلشفية: الطريق نحو الثورة 

- الإصلاح أم الثورة، الماركسية واشتراكية القرن الواحد والعشرين

## وصلات خارجية
- آلان وودز على موقع IMDb (الإنجليزية)